# Alice Hutchison
Alice Hutchison (Dalhousie, 12 agosto 1874 – Londra, 1953) è stata un medico britannico, che prestò servizio nei Balcani e nella prima guerra mondiale. È stata una delle prime donne a dirigere un'unità ospedaliera in tempo di guerra e fu insignita dell'Ordine di San Sava di terza classe.

## Biografia

### Vita e formazione
Alice Marion Hutchison nacque il 12 agosto 1874 a Dalhousie, in India. Suo padre, John Hutchison, era un missionario che lavorava in India per la Chiesa di Scozia; sua madre era Margaret Andrew. Ha studiato a Beechwood a Moffat, e a Bridge of Allan.

### Carriera

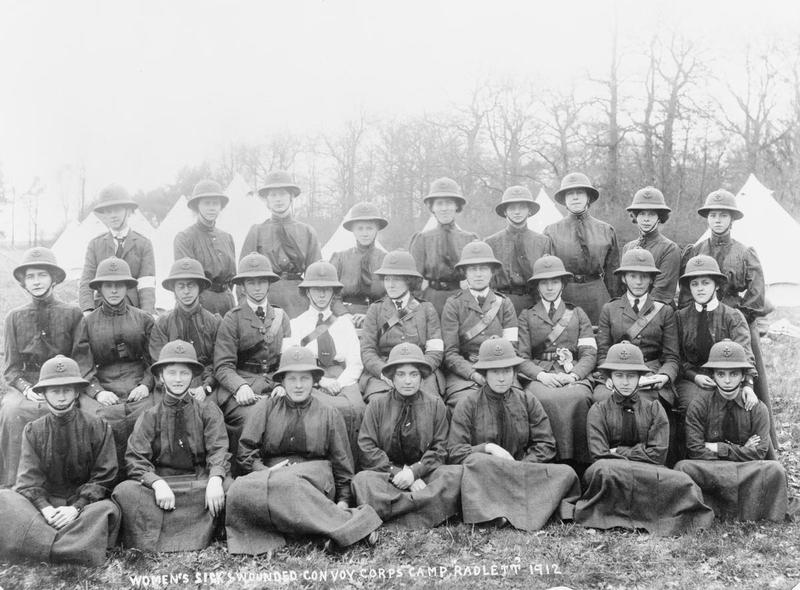
Gruppo del corpo del convoglio di donne malate e ferite nel campo di Radlett nel 1912.

Divenne una dottoressa dopo essersi laureata all'Università di Edimburgo nel 1903 e proseguì il M.D. due anni dopo. In seguito fu la dottoressa responsabile del Dispensario di John Street a Edimburgo, un ospedale che forniva cure mediche gratuite. Era in India a prestare servizio, durante un'epidemia di colera che aveva colpito il paese.
La Hutchison era una delle tre donne medico che hanno viaggiato in Bulgaria come parte del Women's Sick and Wounded Convoy Corps (Corpo dei convogli delle donne malate e ferite). Il corpo, che era stato istituito da Mabel St Clair Stobart, era quasi di tutte donne, ad eccezione di tre uomini. L'unità trascorse cinque settimane nel paese trattando i feriti e i malati per la guerra. Se ne andarono dopo che l'armistizio fu firmato. (p.62)

### Prima Guerra Mondiale
Si offrì volontariamente allo scoppio della prima guerra mondiale per gli Scottish Women's Hospitals for Foreign Service (SWH). Fu la prima dottoressa del SWH inviata in Francia e inizialmente fu collocata a Boulogne. Mentre cercava un edificio per ospitare un ospedale, scoppiò un'epidemia di febbre tifoide tra i rifugiati belgi a Calais. Lei, insieme a un altro medico e dieci infermieri, trattava i pazienti. Diventò famosa per avere avuto il più basso tasso di decessi a causa del tifo nel suo ospedale.
Nel maggio del 1915 lei e la sua unità, nominata l'unità di Londra-Wales, furono inviate in Serbia. Lungo la loro strada, si fermarono nella Malta britannica. Furono detenuti dai militari britannici che ordinarono di curare i feriti lì. Questa è stata l'unica volta nella guerra in cui il SWH ha curato ufficialmente i feriti britannici. (p.1060)
Dopo due settimane a Malta, arrivarono in Serbia per creare un ospedale a 40 tende a Valjevo. (Pp.239-240) In ottobre un'invasione di forze tedesche e austro-ungariche entrò in Serbia, respingendo l'esercito. Dopo che la Bulgaria ebbe invaso, i militari serbi decisero di ritirarsi in Albania. La Hutchinson decise di non seguire l'esercito serbo ma rimase con i suoi pazienti. Fu catturata dalle forze austro-ungariche il 15 novembre 1915. Lei, insieme ai membri della sua unità, trascorse tre mesi nell'interno dell'Ungheria, dove incontrò Caroline Matthews che era stata catturata in Serbia dopo essere rimasta in modo simile con i pazienti a Uzsitsi ed era sotto processo per 'spionaggio', chiamò "Come stai, Twiggie!" (Il nome da nubile della Matthews era Twigge). Sostenuto con successo tutto il loro rilascio, citando la convenzione di Ginevra. Nel febbraio del 1916 furono mandati oltre il confine con la Svizzera, tornando a Inghilterra il 12 febbraio. Dopo il suo ritorno dalla Serbia le fu assegnato l'Ordine di San Sava (terzo grado) per aver gestito una delle unità che si prendevano cura dei soldati serbi feriti. Il quotidiano Scotsman pubblicò un'ampia intervista con la Hutchison nel febbraio del 1916, durante la quale descrisse le sue esperienze, inclusa la sua prigionia da parte degli austriaci, quando parte del viaggio dei prigionieri avvenne nei box per cavalli del treno. Durante i loro due mesi sotto scorta, idearono tableaux vivants, vestendosi ad esempio come il Kaiser e l'Imperatore Francesco Giuseppe.

### Ultimi anni di vita
Dopo la guerra si trasferì a Londra, in Inghilterra, dove lavorò in diversi ospedali. Morì all'età di 79 anni nel 1953.